# Disgenesia gonadal
Disgenesia gonadal é um distúrbio do desenvolvimento gonadal (testículos ou ovários). Em pacientes que apresentam cariótipo normal, é chamada de disgenesia gonadal pura.
Sendo a produção de hormônios sexuais prejudicada, em mulheres a disgenesia gonadal é causa de infantilismo sexual e amenorréia

### Origem
O desenvolvimento gonadal é um processo controlado geneticamente pelo sexo cromossômico (XX ou XY) que direciona a formação da gônada (ovário ou testículo).
A diferenciação das gônadas requer uma cascata rigidamente regulada de eventos genéticos, moleculares e morfogênicos. Na formação da gônada desenvolvida, a produção de esteroides influencia os receptores locais e distantes para mudanças morfológicas e bioquímicas contínuas. Isso resulta no fenótipo apropriado correspondente ao cariótipo (46,XX para mulheres e 46,XY para homens).

A disgenesia gonadal surge da falha de sinalização neste processo rigidamente regulado durante o desenvolvimento fetal inicial.